# Inga Lindström - Una sposa in fuga
Inga Lindström: Una sposa in fuga (Inga Lindström: Die Braut vom Götakanal) è un film per la televisione del 2018 diretto da Matthias Kiefersauer.

## Trama
È il giorno delle nozze di Emma e Paul al quale sono invitati i rispettivi parenti, tra cui Maren, la sorella della sposa, e i loro genitori, Per e Frida, da tempo divorziati, e anche Victor, il fratello di Paul e i loro genitori, Melker e Kirsten. Quest'ultima, con le sue manie di controllo, vorrebbe che Paul e Emma dopo le nozze lavorassero nell'attività di famiglia per poi un giorno assumerne il controllo, davanti alla cosa Emma si sta rendendo conto che una volta diventata una donna sposata la sua vita sarà dedita solo alle responsabilità, e impulsivamente scappa via.
Tutti gli invitati si mettono a cercarla, e Emma trova temporaneamente rifugio in una locanda gestita da Hans, il quale scopre che Emma è la figlia di Frida, rimanendone turbato. Frida e Hans si conobbero in passato, e dopo tanto tempo i due si rivedono: Frida aveva tradito Per con Hans rimanendo incinta di Emma, è lui il suo vero padre e Emma è sempre rimasta all'oscuro di questa verità. Intanto tra Victor e Maren, che in passato ebbero una storia, c'è un riavvicinamento, almeno finché Maren non scopre che Victor ha una nuova fidanzata la quale lo lascia dato che lui voleva tradirla.
Emma inizia a fare amicizia con Moritz, giovane ragazzo che lavorava proprio nel servizio caterign al matrimonio, attratto da lei le propone di scappare invitandola a viaggiare con lui col il suo furgoncino. Quando Paul trova Emma non riesce a convincerla nel riconsiderare l'idea del matrimonio, lei preferisce viaggiare con Moritz, in realtà è ancora innamorata di Paul ma è troppo spaventata all'idea di sposarlo. Paul trova consolazione nella saggezza di suo padre, proprio lui gli fa capire che Emma è terrorizzata perché ormai vede nel matrimonio unicamente una vita di doveri e privazioni.
Per confessa a Frida di non provare nessun rancore nei suoi confronti per averlo tradito, e anche se Emma non è la sua vera figlia l'ha sempre amata come se lo fosse, e anche se il loro matrimonio non ha funzionato Frida gli ha dato due figlie e quindi Per non rimpiange nulla. Proprio quando Emma e Moritz stavano per partire, si rendono conto che le ruote del furgoncino sono state forate, Emma inizia a rendersi conto che Moritz è soltanto una persona insignificante senza sostanza, infatti benché dichiarasse di volersi trasferire a Cuba per diventare un meccanico, scopre che non è nemmeno capace di cambiare le ruote del furgoncino. Poi arriva Paul, il quale, dopo aver forato lui stesso le ruote del furgoncino, compra quelle di ricambio, proponendo a Moritz di montarle lui stesso, a patto che Moritz gli presti il mezzo con cui Paul intende viaggiare con Emma al suo fianco e lei, felice di vedere Paul combattere per salvare il loro amore, accetta felicemente.
Frida e Hans, che in tanti anni non avevano mai smesso di amarsi, ritornano insieme, mentre Per conosce la sorella di Hans e da subito i due si rivelano attratti l'uno dall'altra. Paul, alla guida del furgoncino, fa una sosta e finalmente lui e Emma chiariscono i loro sentimenti: lei lo ama ma non vuole che il matrimonio diventi un pretesto per vivere una monotona e noiosa routine, lei è innamorata di Paul perché lui è un uomo romantico e passionale, dimostrandolo quando ha lottato per riconquistarla, Emma ci tiene ancora a sposarlo ma nel loro matrimonio non deve mancare l'avventura e il rischio. Emma e Paul fanno l'amore e dopo essersi riconciliati i due finalmente sono pronti per sposarsi.

## Distribuzione
Il film è stato distribuito nel 2018.